# Bataille de Mine Creek
Guerre de Sécession
Batailles
Expédition de Price au Missouri
- Fort Davidson
- 4e Boonville
- Glasgow
- Lexington
- Little Blue River
- 2e Independence
- Byram's Ford
- Westport
- Marais des Cygnes
- Mine Creek
- Marmiton River
- 2e Newtonia

La bataille de Mine Creek, aussi connue comme la bataille de l'Osage, est une bataille qui s'est déroulée le 25 octobre 1864, dans le Kansas, dans le cadre du raid de Price pendant la guerre de Sécession. Dans le deuxième plus grand engagement de cavalerie de la guerre, les deux divisions de l'armée du Missouri du major général Sterling Price sont mises en déroute par deux brigades fédérales, sous les ordres des colonels Frederick Benteen et John Finis Philips.
Cette bataille est la deuxième de trois batailles livrées entre Price et les fédéraux ce jour-là ; la première a eu lieu plus tôt dans la matinée, à Marais des Cygnes à quelques kilomètres de là, tandis que le troisième sera livrée quelques heures plus tard à proximité Marmiton River. Bien qu'en nette infériorité numérique, les forces de l'Union remportent les trois engagements, forçant Price à quitter le Kansas et scellant le sort de sa campagne désastreuse au Missouri.
Le général Alfred Pleasonton, commandant les forces fédérales dans cette bataille, était déjà au commandement des forces fédérales lors de la bataille de Brandy Station sur le théâtre oriental ; ce qui lui donne la particularité d'avoir remporté une grande bataille de cavalerie de l'Union sur les deux rives du fleuve Mississippi.

## Contexte

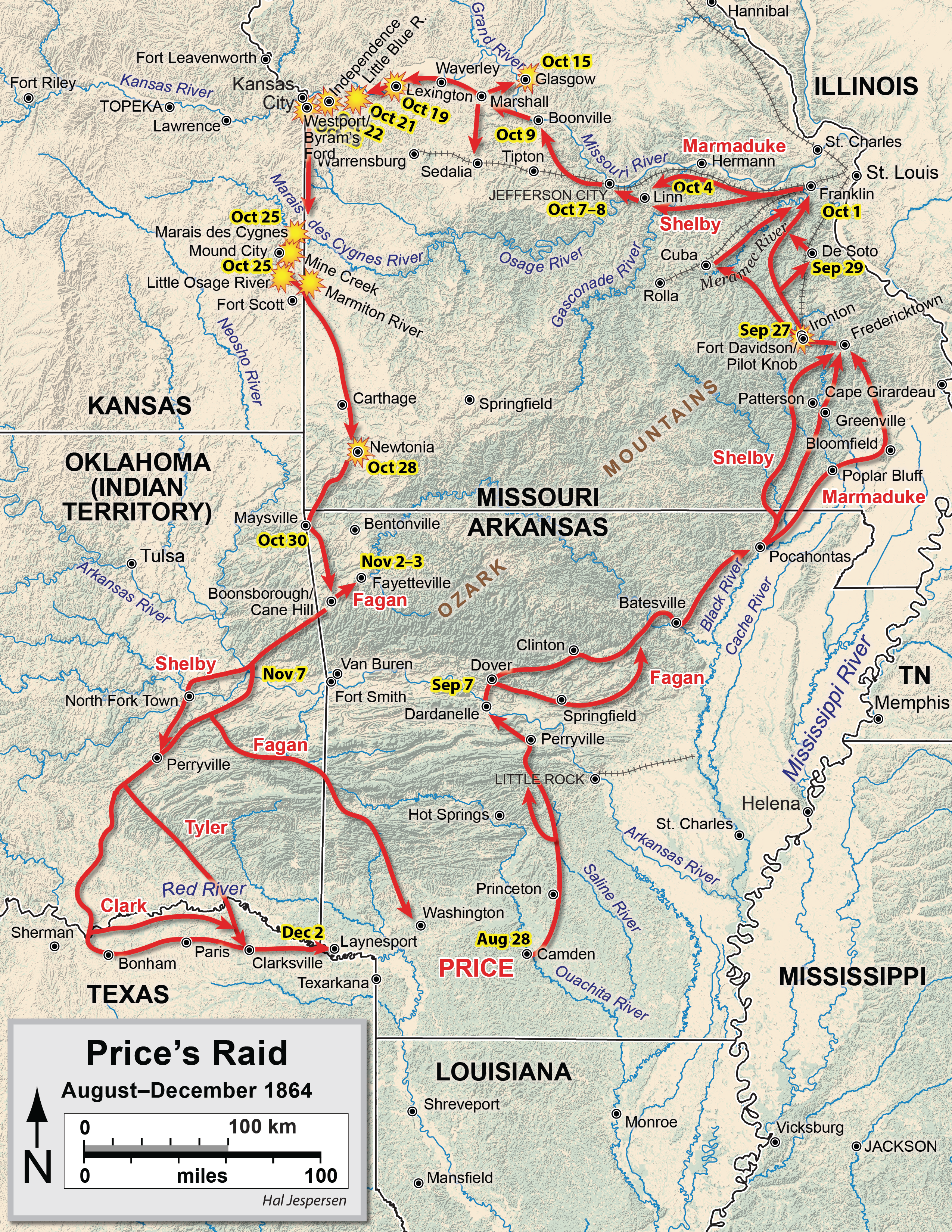
Carte illustrant le raid de Price en 1864, lors de la Guerre de Sécession.

À l'automne de 1864, Sterling Price mène une expédition dans le Missouri en espérant capturer l'État au profit de la Confédération, ou au moins avoir des répercussions négatives sur les chances de réélections d'Abraham Lincoln en novembre. Après une série de plusieurs batailles à travers l'État, les forces de l'Union sous les ordres des majors généraux Samuel R. Curtis et Alfred Pleasonton défont finalement Price de manière décisive à la bataille de Westport, dans l'actuelle Kansas City, au Missouri. Price se retire vers le sud en direction de sa base dans l'Arkansas, tandis que Pleasonton, commandant une division de cavalerie de l'Union, le poursuit dans le Kansas, espérant capturer ou détruire son armée avant qu'il puisse atteindre le territoire confédéré.
L'armée de Price est entravée par la présence d'un assez grand train d'approvisionnement, contenant plus de 500 wagons remplis avec des fournitures de guerre grandement nécessaires au Sud. Alors qu'il campe le long de la rivière Marais des Cygnes près de la ville de Trading Post dans le comté de Linn, au Kansas, la force de Price est attaquée par deux brigades de l'Union de la division provisoire de cavalerie de Pleasonton. Bien qu'incapable d'empêcher la fuite de la plupart de la force sudiste, les hommes de Pleasonton parviennent à capturer environ 100 prisonniers et deux canons, forçant Price à poursuivre sa retraite. Renouvelant rapidement leur recherche, la cavalerie fédérale effectue leur propre traversée de la rivière, qui est un peu retardée en raison de fortes pluies et le gonflement de la rivière.

## Bataille

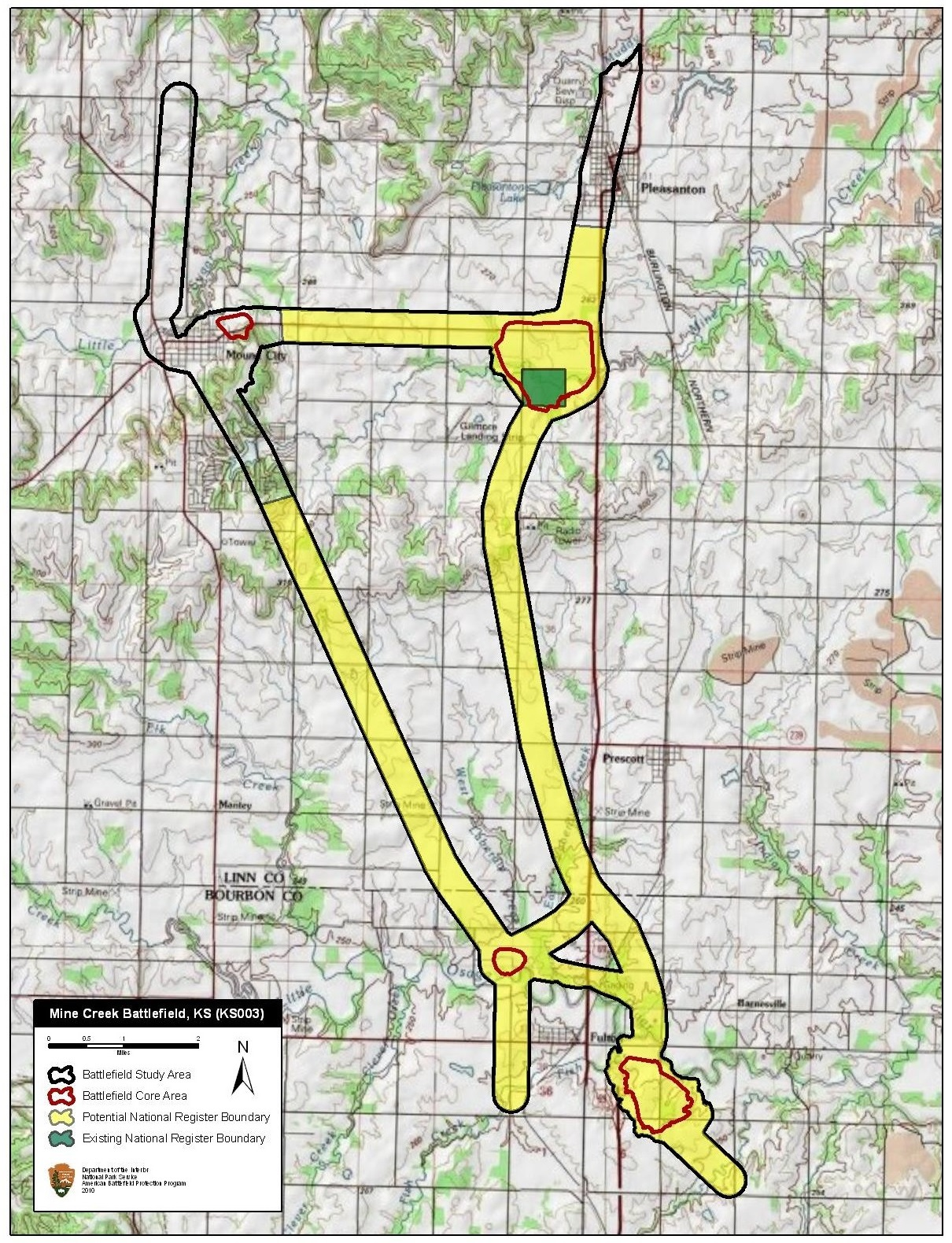
Carte du champ de bataille de Mine Creek et des zones d'étude par le programme de protection des champs de bataille américains.

Six miles au sud de Trading Post, les brigades des colonels Benteen et Phillips dépassent l'armée de Price une fois de plus, cette fois, pendant qu'elle traverse la Mine Creek. Les wagons confédérés lourdement chargés ont des difficultés avec le gué gonflé par la pluie, et Price prévoit de combattre à cet endroit. Il forme une ligne sur le côté nord de la rivière, la division du brigadier général James F. Fagan sur la gauche, et celle de John S. Marmaduke sur la droite. Huit canons sont déployés en soutien de cette force. La brigade du brigadier général William L. Cabell se forme sur la rive sud de la Mine Creek en réserve. Le général Price est passé lui-même avec le train de wagon principal vers le fort Scott, à une vingtaine de miles au sud, en compagnie de sa troisième division, sous les ordres du brigadier général Jo Shelby. Price a l'espoir de capturer ce poste, qui contient de précieux magasins militaires.
Les troupes de l'Union se compose de la brigade de Philips, comprenant un détachement du 1st Iowa Cavalry, et les 1st, 4th et 7th Missouri State Militia Cavalry ; et la brigade de Benteen, qui se compose du 10th Missouri Cavalry, du 4th Iowa Cavalry et du 3rd Iowa Cavalry, auxquels s'ajoutent deux compagnies du 7th Indiana Cavalry combiné avec un détachement du 4th Missouri Cavalry. En tout, environ 2 600 troupes fédérales font face à environ 7 000 confédérés.
Bien que moins nombreux à moins de un contre deux, la cavalerie de l'Union lance immédiatement une attaque. Le colonel Philips hésite tout d'abord face à l'écrasante supériorité numérique des confédérés, mais Benteen prévaut sur lui (qui chevauchera plus tard vers la gloire à la bataille de Little Bighorn), qui charge tête baissée le centre confédéré, tandis que Philips frappe le flanc gauche de Price. Face à ce brusque assaut, Fagan et Marmaduke ordonnent à leurs hommes de rester monté (plutôt que de mettre pieds à terre, ce qui est leur pratique habituelle), faisant du prochain combat dans l'un des plus grands engagements de cavalerie de la guerre de Sécession.
La catastrophe passe près des fédéraux, alors que le 10th Missouri Cavalry de Benteen stoppe inexplicablement sa charge à mi-chemin entre sa position d'origine et les lignes confédérées, refusant de repartir à nouveau jusqu'à ce que le commandant Abial R. Pierce du 4th Iowa Cavalry galope en avant de son régiment vers les lignes sudistes, suivi à son tour par son propre régiment, et enfin le reste de la brigade de Benteen. Frappant les confédérés « comme un coup de tonnerre », selon William Forse Scott dans The Story of a Cavalry Regiment: the Carreer of the Fourth Iowa Veteran Volunteers, les soldats de l'Union forcent la ligne Confédérée à se désintégrer « comme une rangée de briques ». La confusion générale règne sur le champ de bataille, alors que de nombreux hommes de Price ont enfilé des uniformes de l'Union pris, ce qui rend plus difficile la distinction entre eux et les vrais soldats de l'Union. Le général Marmaduke est capturé par un soldat de l'Iowa du nom de James Dunlavy, alors qu'il tente de rallier un groupe de ses hommes (mais qui s'avère appartenir au commandement de Benteen). Les général Cabell est fait de même prisonnier, comme le sont près de 1 000 hommes de l'armée de Price à la fin de la bataille.

## Conséquence
Les pertes confédérées sont de 1200, y compris les personnes blessées lors de la retraite. Les pertes de l'Union s'élèvent à 100. Benteen et Philips continuent leur poursuite de la force amoindrie de Price, reprenant le combat contre elle à nouveau à la bataille de Marmiton River plus tard dans l'après-midi. L'armée du Missouri continuera sa retraite jusqu'à ce qu'elle atteigne une relative sécurité dans l'Arkansas, mais avec seulement environ la moitié de sa force d'origine. Le grand raid du Missouri est un fiasco complet pour Price, et la victoire d'ensemble de l'Union a précisément l'effet inverse de celui recherché initialement par les confédérés, en aidant au succès de la campagne de réélection d'Abraham Lincoln et contribuant à la victoire globale de l'Union dans la guerre.
Le champ de bataille est conservé par la société historique du Kansas en tant que site historique d'État du champ de bataille de Mine Creek, qui comprend un musée avec des détails de la bataille.

## Préservation du champ de bataille
Le Civil War Trust, ses membres et ses partenaires sauvegardent 326 acres du champde bataille de Mine Creek jusqu'en 2017.

## Documentaire
La bataille de Mine Creek est au centre du documentaire « Lost Battle of the Civil War » par History Channel, publié le 15 novembre 2004.